# رودريك ماكنزي
رودريك ماكنزي (بالإنجليزية: Roderick McKenzie)‏ هو مهندس وسياسي نيوزلندي، ولد في 1852، وتوفي في 9 أكتوبر 1934 بويلينغتون في نيوزيلندا. حزبياً، نشط في الحزب الليبيرالي النيوزيلندي. وقد انتخب عضو مجلس النواب نيوزيلندا.